# Микола Новосьолов
Микола Новосьолов (ест. Nikolai Novosjolov; нар. 9 червня 1980 року, Хаапсалу, Естонія) — естонський фехтувальник на шпагах, дворазовий чемпіон світу в індивідуальних змаганнях, багаторазовий призер чемпіонатів світу та Європи.

## Виступи на Олімпіадах
| Олімпіада   | Дисципліна          | Місце |
| ----------- | ------------------- | ----- |
| Сідней 2000 | командна шпага      | 9     |
| Пекін 2008  | індивідуальна шпага | 30    |
| Лондон 2012 | індивідуальна шпага | 9     |
| Ріо 2016    | індивідуальна шпага | 8     |